# Латино Галасо
Латино Галасо (итал. Latino Galasso; Задар, Аустроугарска 25. август 1898 — Роверето, 29. јул 1949) је бивши италијански веслач-кормилар, учесник Олимпијских игара 1924. одржаних у Паризу и освајач бронзане медаље у дисциплини трке осмераца.

## Биографија
Био је члан задарског Веслачког клуба Диадора. Године 1921. освојио је на италијанском државном веслачком првенству за јуниоре треће место у такмичењу четвераца где је био кормилар. На првенствима Италије у дисциплини скул осмераца (сваки веслач са два весла) освојио прво место 1921. и 1922. и друго 1923. друго место, а у такмичењу осмераца 1921. освајач је трећег места па првог места 1922. и 1923. године. На Европском првенству 1922. у Барселони освојио је друго место у трци осмераца, а 1923. у италијанском граду Комо прво место.
На Олимпијским играма 1924. у Паризу освојио је бронзану медаљу. Поред њега посаду осмерца сачињавала су шесторица Хрвата: три рођена брата Шимун, Фране и Анте Каталинић, Петар Иванов и Бруно Сорић као и два Италијана: Карло Тоњати и Ђузепе Кривели.
Умро је 29. јула 1949. у талијанском градићу Роверето.